# Oranje zandoogje
Het oranje zandoogje (Pyronia tithonus) is een vlinder uit de onderfamilie Satyrinae (zandoogjes en erebia's).
De soortaanduiding tithonus verwijst naar de tweede geliefde van Eos, de godin van de dageraad.

## Beschrijving
Het oranje zandoogje heeft een voorvleugellengte van 21 tot 28 millimeter. De bovenzijde van de vleugels is oranje met een brede bruine rand. Bij de mannetjes loopt over de voorvleugel een brede bruinzwarte geurstreep. Bij de apex bevindt zich in het oranje veld een zwarte vlek met twee witte puntjes. Verwarring is mogelijk met het vrouwtje van het bruin zandoogje, dat een oranje vlek op de voorvleugel heeft en soms ook een dubbel wit puntje in de zwarte vlek. Het bruin zandoogje is echter groter dan het oranje zandoogje, de oranje tekening is bij het bruin zandoogje meestal kleiner en minder strak omrand en ontbreekt vrijwel op de achtervleugel. Bovendien wordt in rust de rand van de voorvleugel bij het bruin zandoogje meer naar achtergebogen dan bij het oranje zandoogje.

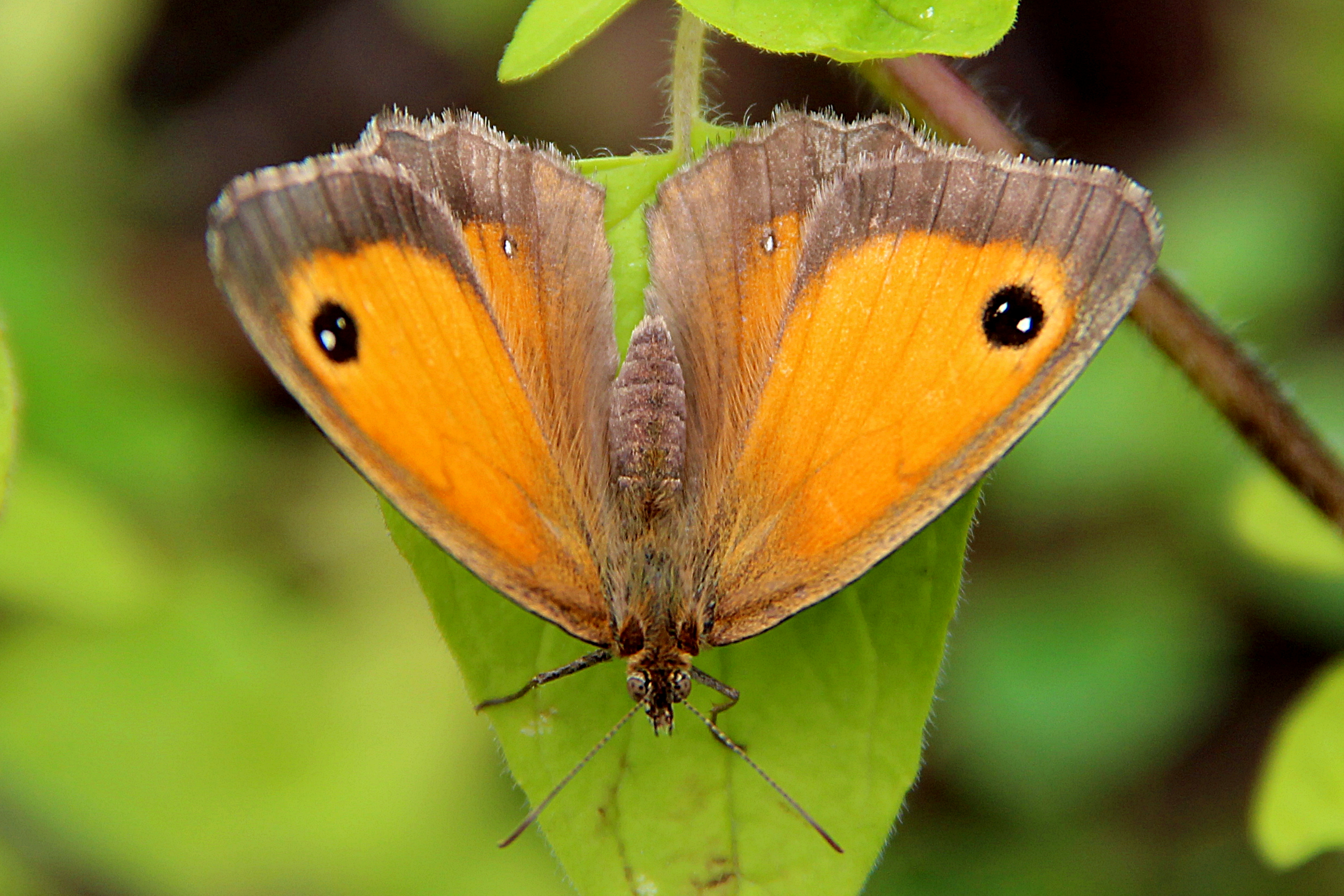
Vrouwtje van het oranje zandoogje
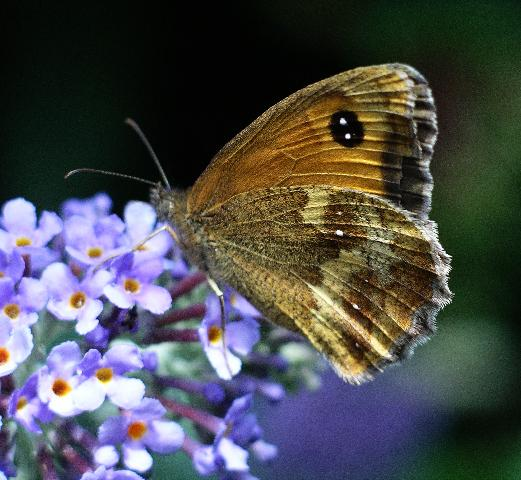
Mannetje van het oranje zandoogje
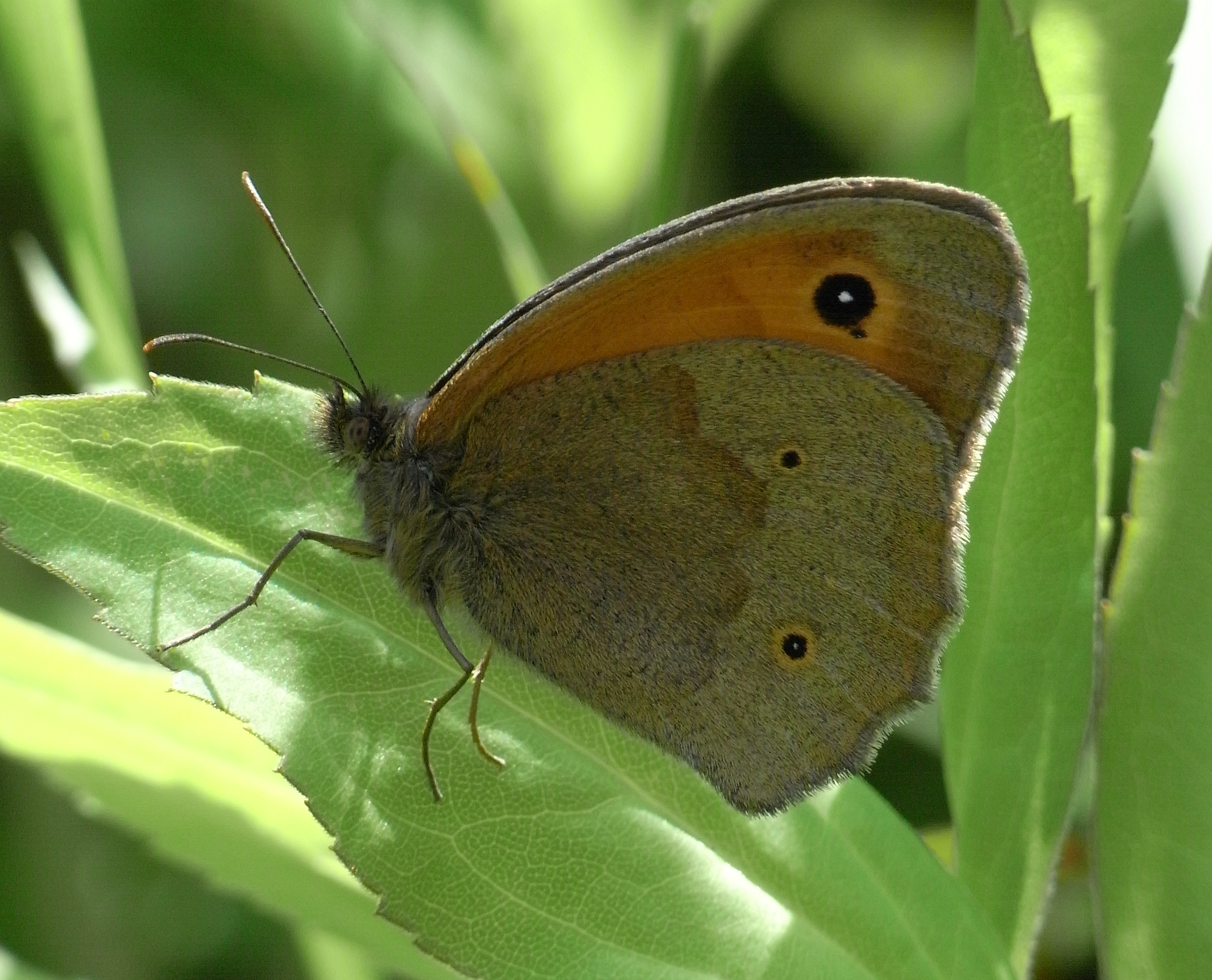
Vrouwtje van het bruin zandoogje

De onderzijde van de voorvleugel van het oranje zandoogje is oranje met bruine rand. De achtervleugel is bruin met een wittige velden ongeveer halverwege de vleugel, en een aantal witte stipjes. De achtervleugel is duidelijk contrastrijker getekend dan bij het bruin zandoogje.

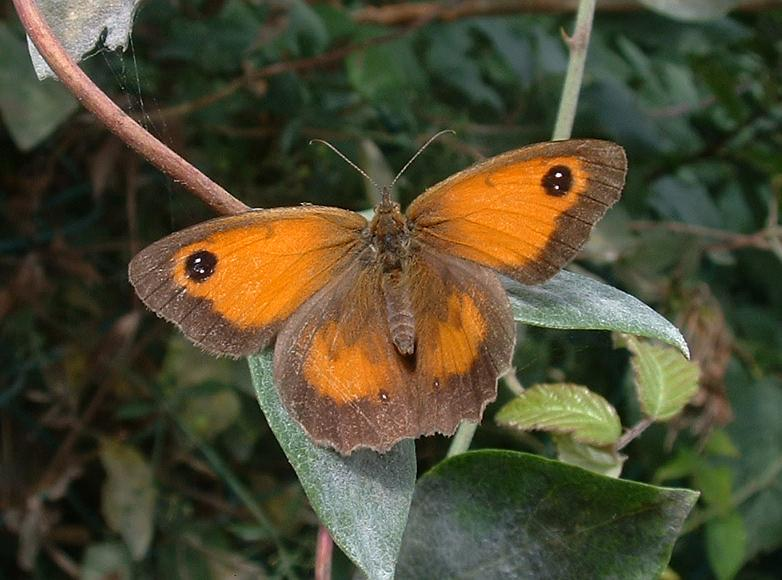
Vrouwtje van het oranje zandoogje
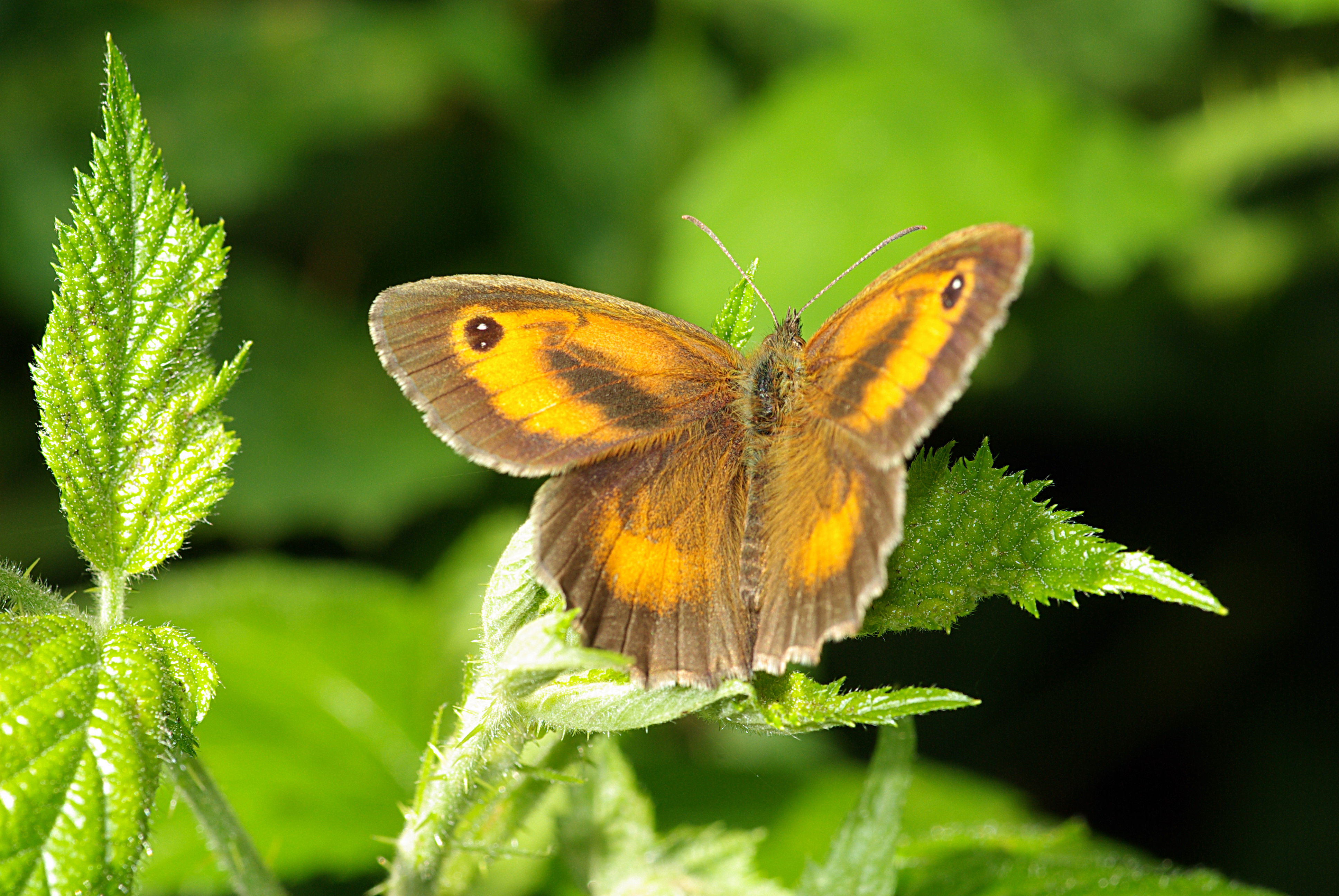
Onderzijde oranje zandoogje
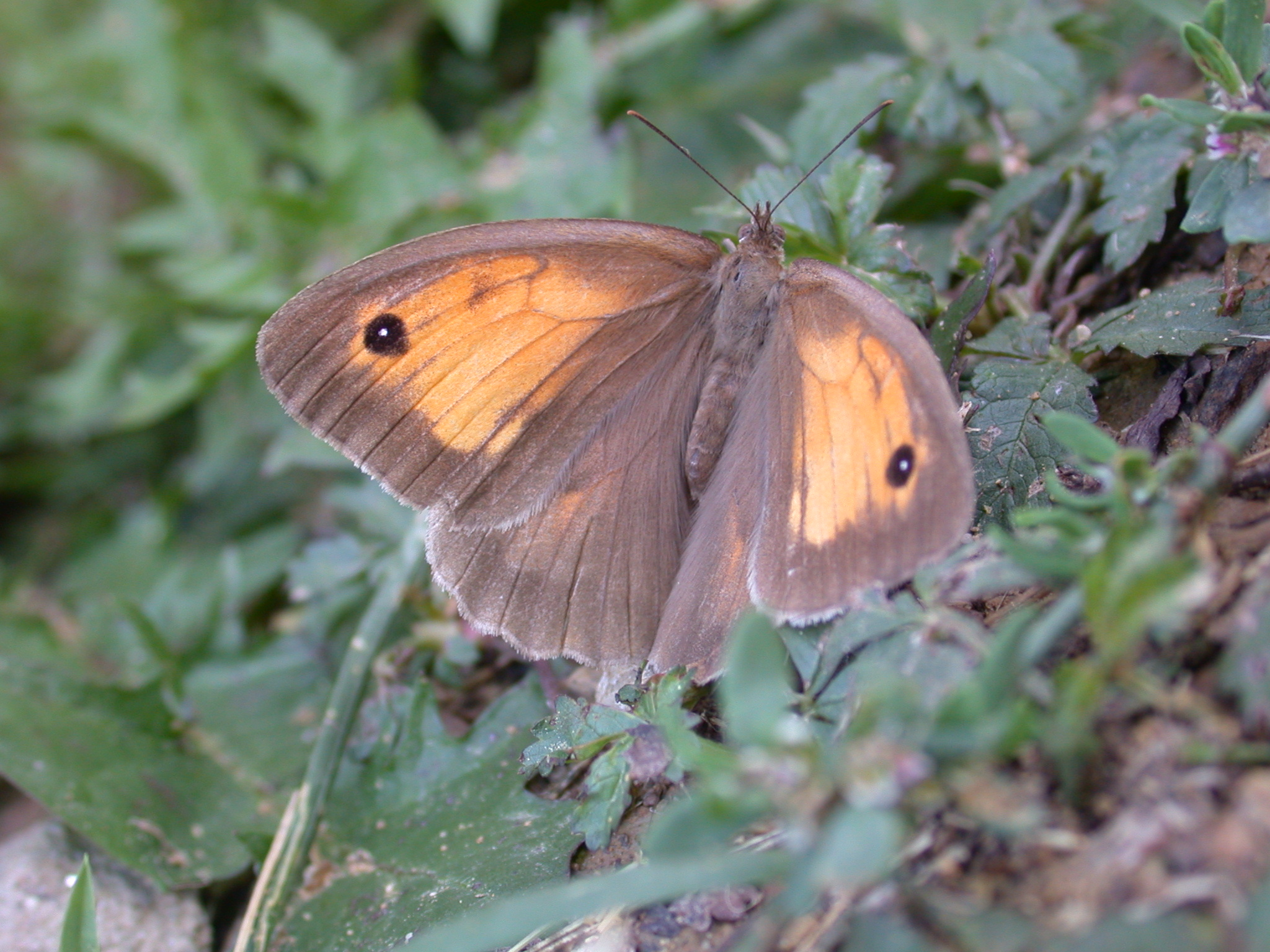
Onderzijde bruin zandoogje

De rups is lichtgeelbruin of lichtgroen met een groene of bruine rugstreep en is donzig behaard. Langs de onderzijde loopt een witte lengtestreep. De kop is lichtgeelbruin. Aan de achterzijde bevinden zich korte bleke staartjes. De rups wordt 23 tot 26 millimeter lang.
Het eitje is bol en verkleurt van wit vlak na het leggen naar bruin.
De pop is wit met zwarte strepen.

## Levenscyclus

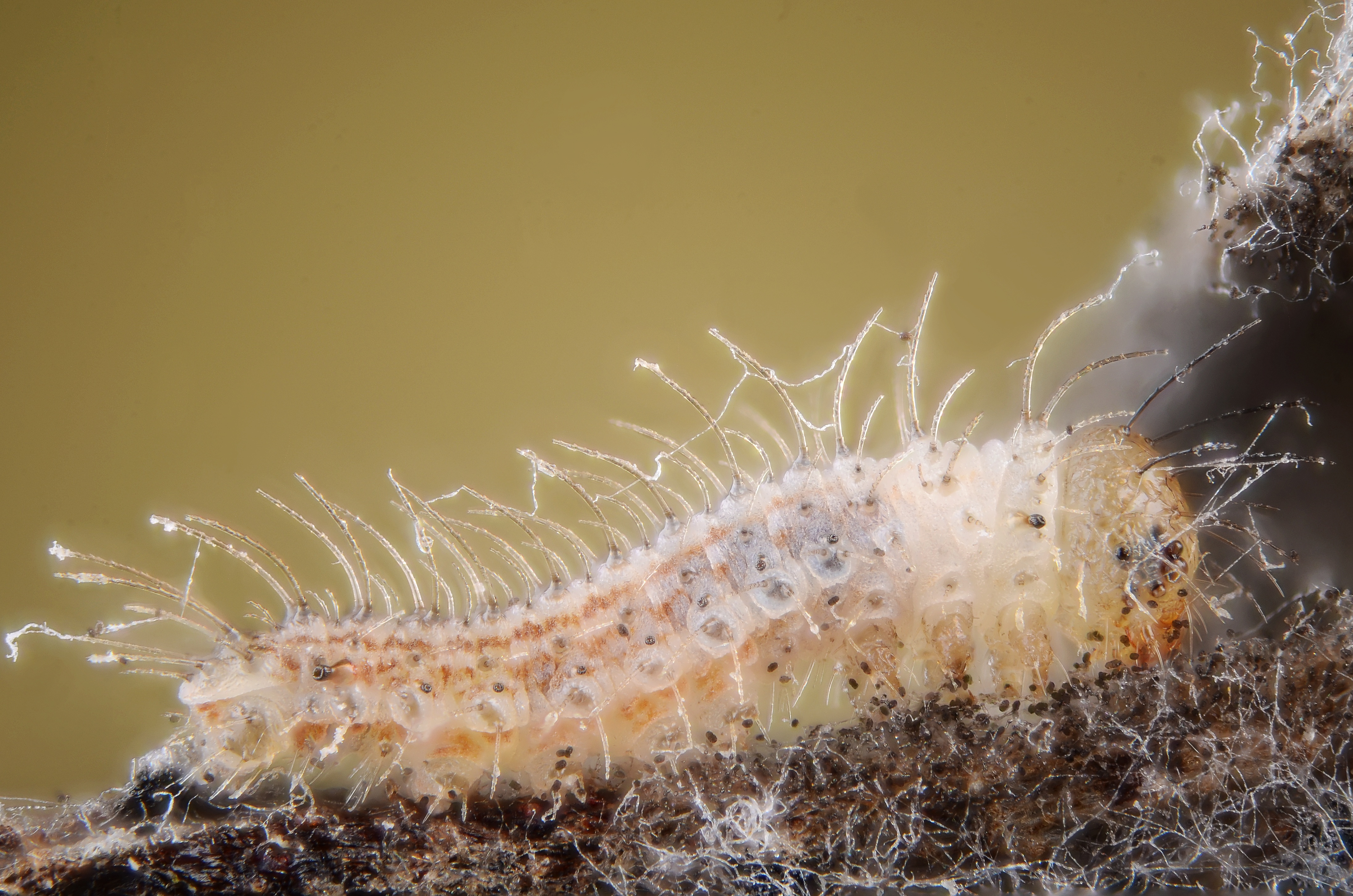
Overwinterende rups in eerste stadium

De waardplanten van het oranje zandoogje zijn diverse smalbladige grassen, zoals kropaar, gewoon struisgras, rood zwenkgras, kweek en grote vossenstaart. De eitjes worden door het vrouwtje afgezet op enigszins beschaduwde plaats. Het vrouwtje kruipt diep in het gras en zet de eitjes op daar af met voldoende tussenruimte. Het komt ook voor dat het vrouwtje de eitjes gewoon laat vallen of "wegschiet". Deze plakken aan de waardplant, of belanden in de nabijheid op de grond. Het vrouwtje zet 10 tot 30 eitjes per dag af, in totaal zo'n 100 tot 200.
Na 14 tot 22 dagen, vanaf halverwege augustus, komt de rups uit het eitje. De rups eet overdag. Vanaf eind oktober zoeken de rupsen een plaats diep in de vegetatie en overwinteren daar. Na de winter eet de rups weer verder, maar dan vooral 's nachts. Vanaf eind juni verpoppen de rupsen laag in de vegetatie. Het popstadium duurt 16 tot 21 dagen.
De imago leeft 17 tot 34 dagen, van eind juni tot in september. Er is één jaarlijkse generatie.
De volwassen vlinders eten nectar van allerlei planten. De vlinders kunnen vaak met gespreide vleugels zonnend worden aangetroffen. Als ze met dichtgeklapte vleugels zitten en dicht worden genaderd, schuiven ze hun voorvleugel naar boven, waardoor een belager door het "oogeffect" van de zwarte vlek met witte puntjes kan worden afgeschrikt.
Mannetjes patrouilleren op zoek naar een partner enkele dagen door laag boven de vegetatie heen en weer te vliegen. Ze duiken daarbij op alles af wat een vrouwtje zou kunnen zijn, ook blaadjes en dergelijke. Als een niet paringsbereid vrouwtje wordt benaderd, dan trilt het snel met de vleugels. Hebben de mannetjes na een paar dagen geen succes, dan verhuizen ze naar een plaats zo'n 150 meter verderop.

## Voorkomen
Het oranje zandoogje komt voor in West- en Zuid-Europa, het westen van Turkije en het noorden van Marokko. De vlinder geeft de voorkeur aan droog tot matig vochtig grasland als leefgebied. In het Verenigd Koninkrijk en Ierland beperkt de verspreiding zich tot het zuiden. De vlinder heeft een voorkeur voor ruigtes langs langgerekte landschapselementen (zoals wegbermen, slootkanten, houtwallen en dijken) en mijdt grote open gebieden, ook als die veel bloemen en kruiden bevatten. De soort vliegt tot hoogtes van 1700 meter boven zeeniveau.
In Nederland en België is de soort vrij algemeen. In Nederland wordt het oranje zandoogje met name aangetroffen in de zuidelijke drie provincies en in Drenthe en diens aangrenzend gebied. In België is de soort in het zuiden algemener dan in het noorden.